# Dobrzyń nad Wisłą
Dobrzyń nad Wisłą é um município da Polônia, na voivodia da Cujávia-Pomerânia e no condado de Lipno. Estende-se por uma área de 5,45 km², com 2 161 habitantes, segundo os censos de 2017, com uma densidade de 399,4 hab/km².